# Tāzeh Kand-e Vaşfābād
Tāzeh Kand-e Vaşfābād (persiska: تازِه كَندِ شَريف آباد, تازه کند وصف آباد, Tāzeh Kand-e Sharīfābād) är en ort i Iran.   Den ligger i provinsen Ardabil, i den nordvästra delen av landet, 400 km nordväst om huvudstaden Teheran. Tāzeh Kand-e Vaşfābād ligger 1 314 meter över havet och antalet invånare är 735.
Terrängen runt Tāzeh Kand-e Vaşfābād är platt. Runt Tāzeh Kand-e Vaşfābād är det ganska tätbefolkat, med 139 invånare per kvadratkilometer. Närmaste större samhälle är Ardabil, 9,7 km söder om Tāzeh Kand-e Vaşfābād. Trakten runt Tāzeh Kand-e Vaşfābād består till största delen av jordbruksmark.